# Nycticebus borneanus

Nycticebus borneanus  (лат.) — вид приматов из рода толстых лори, эндемичный для острова Калимантан. Впервые выделен как отдельный вид в 2013 году, с 2006 года рассматривался как разновидность калимантанских лори.
Как и остальные толстые лори, этот вид является ночным животным, живущим на деревьях. В рационе насекомые, древесные соки, нектар, фрукты. Уникальной среди приматов чертой является токсичный укус. Популяции этого вида угрожает разрушение среды обитания и нелегальная охота.

## Классификация
Nycticebus borneanus входит в состав семейства Лориевые, принадлежит роду толстых лори. Музейные образцы были изначально отнесены к родственному виду Nycticebus menagensis, описанному английским натуралистом Ричардом Лидеккером в 1893 году как Lemur menagensis. В 1906 году Маркус Лион впервые описал вид Nycticebus borneanus из западного Калимантана. К 1953 все известные виды толстых лори были объединены в один вид медленный лори (Nycticebus coucang). В 1971 году был выделен в отдельный вид карликовый лори (Nycticebus pygmaeus) с четырьмя подвидами, включая Nycticebus coucang menagensis, калимантанского лори. С того времени до 2005 года Nycticebus borneanus рассматривался в качестве синонима калимантанского лори, который был поднят до уровня вида (Nycticebus menagensis) в 2006 году после молекулярных исследований.
В 2013 году исследования музейных образцов и фотографий Nycticebus menagensis имели результатом выделение из состава вида Nycticebus menagensis двух новых видов, ранее считавшихся подвидами: Nycticebus bancanus и Nycticebus borneanus. Кроме того был выделен третий новый вид, Nycticebus kayan. Все новые виды главным образом различаются расцветкой морды.

## Описание
Как и у остальных толстых лори, у этого вида рудиментарный хвост, круглая голова и короткие уши. Морда широкая, плоская, глаза большие. Как и у калимантанского лори, у этого вида отсутствует второй верхний резец, что является отличительной чертой всех калимантанских видов. На передних лапах второй палец короче остальных, на задних лапах отстоящий большой палец, что помогает обхватывать ветки деревьев. Второй палец на задних лапах имеет изогнутый коготь, используемый для чистки шерсти, остальные когти прямые. Нижние зубы образуют зубную гребёнку, также используемую для чистки шерсти. На сгибе локтя расположены железы, выделяющие маслянистый секрет. Животное лижет железы, секрет попадает в рот и, смешиваясь со слюной, становится токсичным. Токсичный укус отпугивает хищников, и используется при чистке шерсти в качестве антипаразитического средства.
Расцветка морды Nycticebus borneanus тёмная и контрастная. Тёмные круги вокруг глаз никогда не опускаются ниже челюстной дуги. Полоса между глазами различается по ширине, уши покрыты мехом. Хохолок на голове обычно круглый. Средняя длина тела — 26 см.

## Распространение
Nycticebus borneanus обитает в центральном и южном Калимантане.